# Darrell A. Amyx
Darrell Arlynn Amyx (Exeter (California), 2 de abril de 1911- Kensington (California), 10 de enero de 1997) fue un arqueólogo clásico estadounidense cuyo principal campo de estudio fue la cerámica griega de Corinto donde siguiendo los pasos de John Beazley y Humfry Payne, Amyx aplicó análisis estilísticos para esclarecer la autoría de muchas manos anónimas o sin estudiar.
Estudió en la Stanford University, donde egresó en 1930. Más tarde continuó sus estudios en Berkeley obteniendo un máster en latín en 1932 y un doctorado en latín y arqueología clásica en 1937. Con el programa Fulbright estudió en Grecia y más tarde consiguió dos becas Guggenheim y cuatro del American Council of Learned Societies. En 1946 y hasta 1978 trabajó como catedrático de Berkeley que simultaneó con otras actividades académicas. Falleció de una larga enfermedad a los 85 años.

## Obra publicada
- An Amphora with A Price Inscription in the Hearst Collection at San Simeon. Berkeley 1941
- Echoes from Olympus: Reflections of Divinity into Small Scale Classical art. Berkeley 1974 (con Barbara A. Forbes (ed.))
- Archaic Corinthian Pottery and the Anaploga Well. Princeton, NJ 1975, ISBN 0-87661-072-6 (con Patricia Lawrence)
- Corinthian Vase Painting of the Archaic Period. 3 vols. Berkeley 1988, ISBN 0-520-03166-0
- Studies in Archaic Corinthian Vase Painting. Princeton, NJ 1996, ISBN 0-87661-528-0 (con Patricia Lawrence)